# Южный мост (Самара)
Южный мост — железобетонный мост через реку Самару в городе Самаре, строившийся с 1968 года и открытый для движения в 1974 году. Соединяет Железнодорожный и Куйбышевский районы города. Выход на мост осуществляется с улицы Авроры и переходит в Южное шоссе на левом берегу реки.
Мост был капитально отремонтирован в 2017 году, планировалось, что он прослужит ещё 50 лет, но уже через год подрядчику пришлось по гарантии отремонтировать подъезд к мосту и деформационные швы, а в 2020 году городские власти вновь заговорили о необходимости ремонта или реконструкции Южного моста.
Как сообщала газета «Комсомольская правда», в час по Южному мосту проезжает более 6 тысяч машин.